# Schefflera archeri
Schefflera archeri är en araliaväxtart som beskrevs av Hermann August Theodor Harms. Schefflera archeri ingår i släktet Schefflera och familjen araliaväxter. Inga underarter finns listade.